# Championnats du monde de patinage de descente extrême
Les Championnats du monde de patinage de descente extrême sont un événement international regroupant chaque année les épreuves de cette discipline sous l'égide de la All Terrain Skate Cross (ATSX) Federation. Ils regroupent les épreuves de Red Bull Crashed Ice et de Riders Cup.

## Les origines

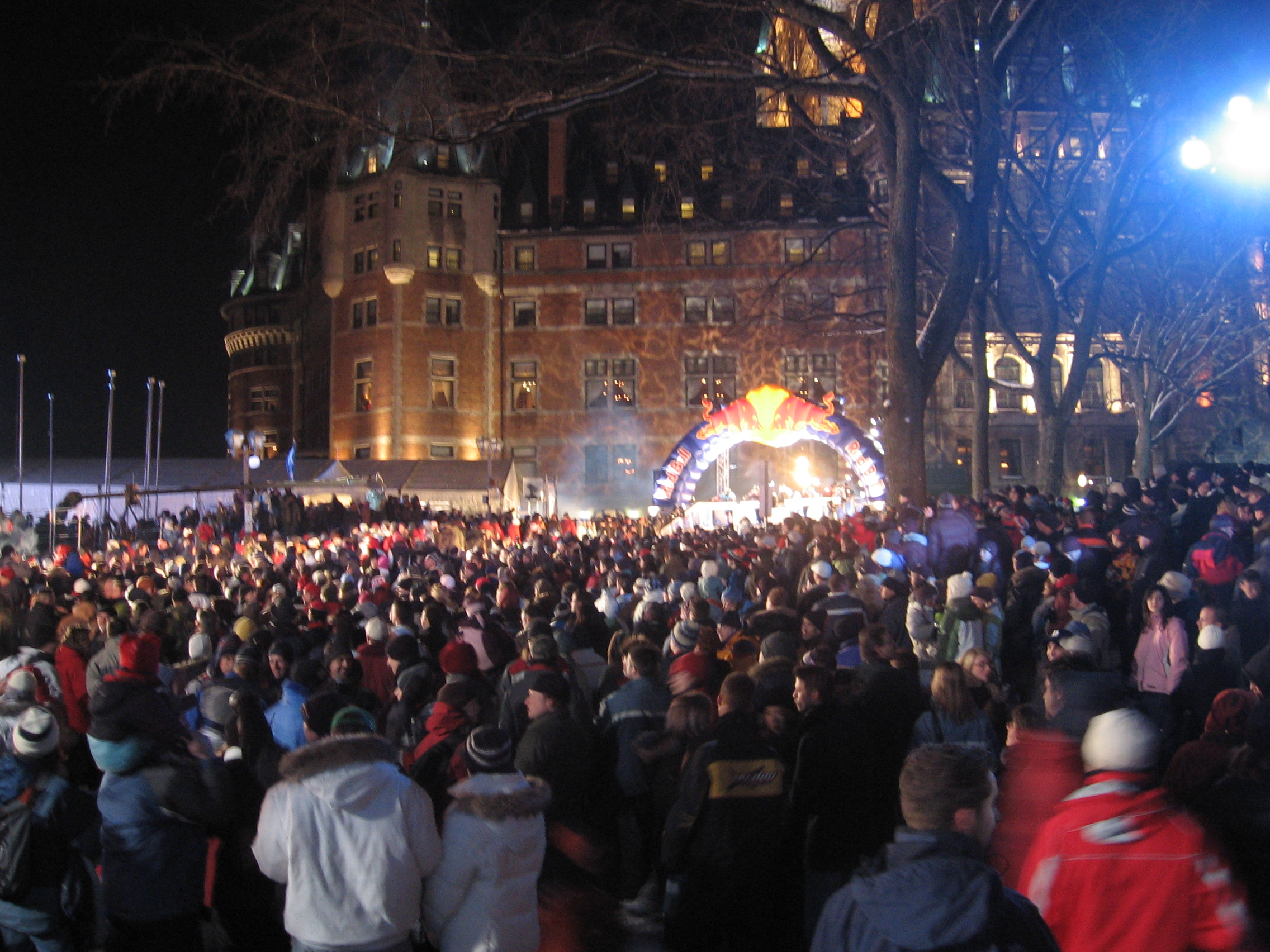
Édition 2007 du Red Bull Crashed Ice à Québec.

Les compétitions de patinage de descente extrême sont apparues en 2001. Il s'agissait de courses événementielles, organisées par Red Bull dans différentes villes d'Amérique du Nord et d'Europe, sous l'intitulé de Red Bull Crashed Ice.
L'événement s'est mué en championnat du monde en 2010, afin de récompenser les patineurs sur l'ensemble d'une saison et non sur une seule course, avec l'introduction d'un système de points.
Depuis la saison 2014/2015, le championnat comprend également les épreuves de Riders Cup. Ces courses sont moins extrêmes que celles du championnat Crashed Ice. Elles sont organisées par des champions du Crashed Ice, qui prennent en main l'organisation et la construction de la piste. Elles se déroulent sur des pistes naturelles, et non des pistes construites exprès pour l’occasion. Elles ont vocation à rendre ce sport accessible au plus grand nombre de patineurs, en permettant aux amateurs de mettre un pied dans ce sport, de goûter à l'ambiance d'un championnat et de rencontrer les athlètes.

## Les catégories
Les Championnats du monde comportent trois catégories :
- hommes depuis 2010
- femmes depuis 2016
- junior (garçons) depuis 2017[4].

Les épreuves par équipes masculines, apparues en 2013, ont été supprimées à l'issue du championnat 2016.

## Les barèmes
Le règlement fixe le nombre de points attribué à chaque participant en fonction de son classement.
En Red Bull Crashed Ice, des points sont attribués aux 125 patineurs de chaque course : 1 000 points sont attribués au gagnant, 800 au 2e, 600 au 3e, 500 au 4e, 450 au 5e, 400 au 6e, 360 au 7e, 320 au 8e et en diminuant jusqu'à 0,2 point pour le patineur classé 125e.
Les épreuves de Riders Cup offrent quatre fois moins de points : 250 points pour le gagnant, 200 au 2e, 150 au 3e, 125 au 4e, 112,5 au 5e, 100 au 6e, 95 au 7e, 90 au 8e et en diminuant jusqu'à 1,1875 point pour le patineur classé 200e.

## Le déroulement des courses
Les courses se déroulent sur un parcours de glace, composé de divers éléments naturels ou artificiels, comme les bosses, les courbes relevées ou tremplins, contenant des virages serrés et des pentes abruptes impliquant des sauts.
Les compétitions se déroulent en courses à élimination directe. Quatre par quatre, les concurrents s’affrontent et dévalent la piste le plus rapidement possible. Seuls les deux premiers de chaque course sont qualifiés pour l’étape suivante. Les courses continuent ainsi jusqu’à ce qu’il n’y ait plus que quatre patineurs en lice. L'avant-dernière course est la « petite finale », pour attribuer les places 5 à 8 ; la grande finale voit s'affronter les quatre meilleurs.

## Palmarès

### Hommes
| Hommes (depuis 2010) |                        |                      |                     |
| Édition              | 1er                    | 2e                   | 3e                  |
| 2010                 | Martin Niefnecker (fi) | Kyle Croxall (en)    | Gabriel Andre (fi)  |
| 2011                 | Arttu Pihlainen (fi)   | Kyle Croxall (en)    | Scott Croxall (fi)  |
| 2012                 | Kyle Croxall (en)      | Arttu Pihlainen (fi) | Scott Croxall (fi)  |
| 2013                 | Derek Wedge (fi)       | Kyle Croxall (en)    | Cameron Naasz (fi)  |
| 2014                 | Marco Dallago (fi)     | Scott Croxall (fi)   | Cameron Naasz (fi)  |
| 2015                 | Scott Croxall (fi) (1) | Cameron Naasz (fi)   | Dean Moriarity (fi) |
| 2016                 | Cameron Naasz (fi) (1) | Scott Croxall (fi)   | Dean Moriarity (fi) |
| 2017                 | Cameron Naasz (fi) (2) | Scott Croxall (fi)   | Maxwell Dunne       |
| 2018                 | Scott Croxall (fi) (2) | Cameron Naasz (fi)   | Luca Dallago (fi)   |
| 2019                 | Cameron Naasz (fi) (3) | Kyle Croxall (en)    | Mirko Lahti (fi)    |
| 2020                 | Cameron Naasz (fi) (4) | Kyle Croxall (en)    | Luca Dallago (fi)   |

| Juniors (depuis 2017) |                      |                          |                     |
| Édition               | 1er                  | 2e                       | 3e                  |
| 2017                  | Mirko Lahti (fi) (1) | Joni Saarinen            | Martin Barrau       |
| 2018                  | Mirko Lahti (fi) (2) | Johanny Velasquez        | Lukasz Korzestanski |
| 2019                  | Johanny Velasquez    | Joni Saarinen            | Martin Barrau       |
| 2020                  | Leevi Nakari         | Arthur Richalet-Chaudeur | Egor Tutarikov      |

| Équipes (2013-2016) |                                                                                                 | |                                                                                       |
| Édition             | 1ers                                                                                            | 2es                                                                                                   | 3es                                                                                   |
| 2013                | Swatch ProTeam Jim De Paoli (fi), Kilian Braun (fi), Kim Müller (fi)                            | Internationals Gladiators Kyle Croxall (en), Fabian Mels (fi), Coleton Haywood (fi)                   | Living The Dream Scott Croxall (fi), Adam Horst (fi), Travis Nagata                   |
| 2014                | Couch Garden Crew Marco Dallago (fi), John Fisher, Andreas Wirnstl                              | Living The Dream Kyle Croxall (en), Scott Croxall (fi), Adam Horst (fi)                               | Crazy Canucks Daniel Guolla, Adam Skube, Dean Moriarity (fi), Tyler Witty             |
| 2015                | Living The Dream (1) Kyle Croxall (en), Scott Croxall (fi), Adam Horst (fi), Cameron Naasz (fi) | Prestige Worldwide Reed Whiting (fi), Tristan Dugerdil (fi), Pacôme Schmitt (fi), Dean Moriarity (fi) | Team Finland Miikka Jouhkimainen (fi), Paavo Klintrup (fi), Toni Heikkilä (fi)        |
| 2016                | Living The Dream (2) Scott Croxall (fi), Adam Horst (fi), Cameron Naasz (fi), Kyle Croxall (en) | Team Unrl Matt Johnson, Tommy Mertz, Maxwell Dunne, Daniel Bergeson                                   | Couch Garden Crew Marco Dallago (fi), Luca Dallago (fi), John Fisher, Andreas Wirnstl |

### Femmes
| Femmes (depuis 2016) |                            |                        |                       |
| Édition              | 1re                        | 2e                     | 3e                    |
| 2016                 | Jacqueline Legere (en) (1) | Myriam Trepanier (en)  | Alexis Jackson        |
| 2017                 | Jacqueline Legere (en) (2) | Amanda Trunzo (en)     | Myriam Trepanier (en) |
| 2018                 | Amanda Trunzo (en) (1)     | Jacqueline Legere (en) | Myriam Trepanier (en) |
| 2019                 | Amanda Trunzo (en) (2)     | Jacqueline Legere (en) | Anaïs Morand (en)     |
| 2020                 | Jacqueline Legere (en) (3) | Amanda Trunzo (en)     | Anaïs Morand (en)     |

## Résultats des courses

### Hommes

#### Avant les championnats du monde

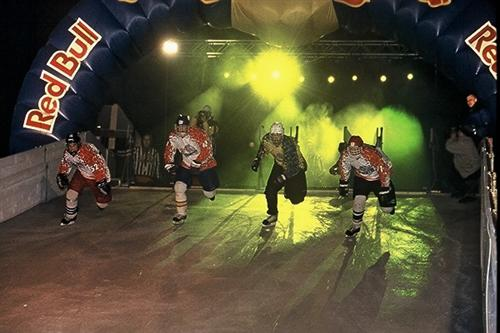
Départ d'une descente au Championnat de Prague, en 2005

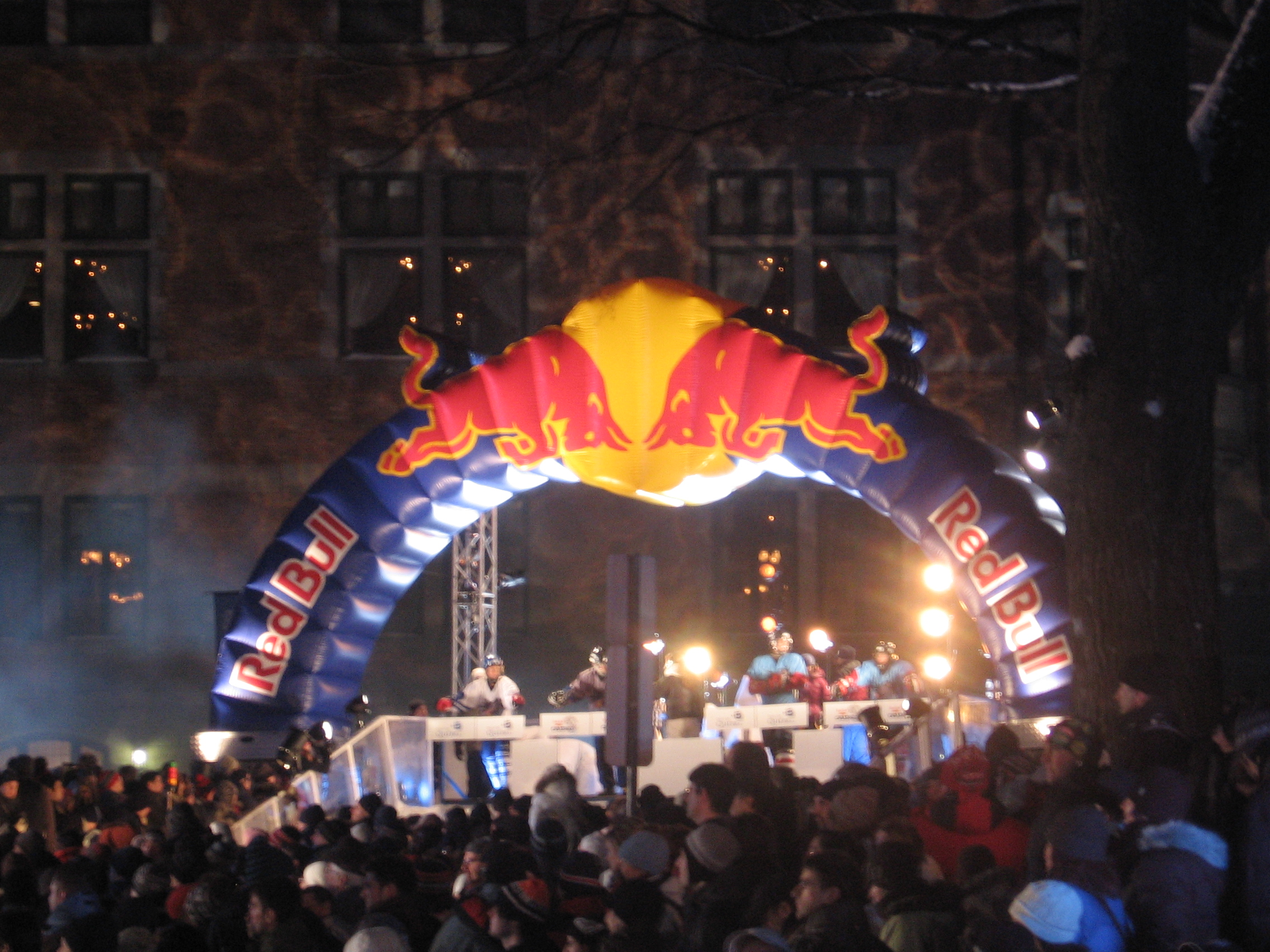
Départ du Red Bull Crashed Ice 2007.

| Hommes (2001-2009) |            |                      |                              |                              |                           |
| Date               | Lieu       | Épreuve              | Vainqueur                    | Deuxième                     | Troisième                 |
| 20 janvier 2001    | Stockholm  | Red Bull Crashed Ice | Jasper Felder (fi) (1)       | Stephan Rimér                | Christer Linder           |
| 2002               | Klagenfurt | Red Bull Crashed Ice | Jasper Felder (fi) (2)       | Graeme Walton                | Werner Ladurner           |
| 28 février 2003    | Duluth     | Red Bull Crashed Ice | Jasper Felder (fi) (3)       | n.d.                         | n.d.                      |
| 24 janvier 2004    | Moscou     | Red Bull Crashed Ice | Jasper Felder (fi) (4)       | Hrvoje Appelt (fi)           | Konstantin Sirenin        |
| 20 février 2004    | Duluth     | Red Bull Crashed Ice | Jasper Felder (fi) (5)       | n.d.                         | n.d.                      |
| 15 janvier 2005    | Prague     | Red Bull Crashed Ice | Jasper Felder (fi) (6)       | Lukáš Fiala (fi)             | Michael Krainer           |
| 18 mars 2006       | Québec     | Red Bull Crashed Ice | Gabriel Andre (fi)           | Wade Hocking                 | Sylvain Houle             |
| 3 mars 2007        | Québec     | Red Bull Crashed Ice | Kevin Olson (fi) (1)         | Ross Thompson                | Ben Benicky               |
| 17 mars 2007       | Helsinki   | Red Bull Crashed Ice | Kevin Olson (fi) (2)         | Matias Schants               | Miikka Jouhkimainen (fi)  |
| 26 janvier 2008    | Québec     | Red Bull Crashed Ice | Arttu Pihlainen (fi) (1)     | Louis-Philippe Dumoulin (fi) | Sébastien Morissette (fi) |
| 9 février 2008     | Davos      | Red Bull Crashed Ice | Miikka Jouhkimainen (fi) (1) | Sébastien Morissette (fi)    | Lukáš Kolc (fi)           |
| 24 janvier 2009    | Québec     | Red Bull Crashed Ice | Arttu Pihlainen (fi) (2)     | Lari Joutsenlahti (fi)       | Kyle Croxall (en)         |
| 7 février 2009     | Prague     | Red Bull Crashed Ice | Miikka Jouhkimainen (fi) (2) | Lukáš Fiala (fi)             | Lukáš Kolc (fi)           |
| 14 mars 2009       | Lausanne   | Red Bull Crashed Ice | Jasper Felder (fi) (7)       | Arttu Pihlainen (fi)         | Lari Joutsenlahti (fi)    |

#### Aux championnats du monde

##### Individuel
| Hommes (depuis 2010) |                       |                                  |                          |                              |                          |
| Date                 | Lieu                  | Épreuve                          | Vainqueur                | Deuxième                     | Troisième                |
| 16 janvier 2010      | Munich                | Red Bull Crashed Ice             | Martin Niefnecker (fi)   | Gabriel Andre (fi)           | Kim Müller (fi)          |
| 21 mars 2010         | Québec                | Red Bull Crashed Ice             | Kyle Croxall (en) (1)    | Martin Niefnecker (fi)       | Scott Croxall (fi)       |
| Championnat 2010     |                       |                                  | Martin Niefnecker (fi)   | Kyle Croxall (en)            | Gabriel Andre (fi)       |
| 15 janvier 2011      | Munich                | Red Bull Crashed Ice             | Kyle Croxall (en) (2)    | Arttu Pihlainen (fi)         | Lukáš Kolc (fi)          |
| 5 février 2011       | Fauquemont-sur-Gueule | Red Bull Crashed Ice             | Arttu Pihlainen (fi) (3) | Scott Croxall (fi)           | Kyle Croxall (en)        |
| 26 février 2011      | Moscou                | Red Bull Crashed Ice             | Arttu Pihlainen (fi) (4) | Kyle Croxall (en)            | Kilian Braun (fi)        |
| 19 mars 2011         | Québec                | Red Bull Crashed Ice             | Arttu Pihlainen (fi) (5) | Louis-Philippe Dumoulin (fi) | Kyle Croxall (en)        |
| Championnat 2011     |                       |                                  | Arttu Pihlainen (fi)     | Kyle Croxall (en)            | Scott Croxall (fi)       |
| 14 janvier 2012      | Saint Paul            | Red Bull Crashed Ice             | Kyle Croxall (en) (3)    | Arttu Pihlainen (fi)         | Scott Croxall (fi)       |
| 4 février 2012       | Fauquemont-sur-Gueule | Red Bull Crashed Ice             | Kyle Croxall (en) (4)    | Fabian Mels (fi)             | Paavo Klintrup (fi)      |
| 18 février 2012      | Åre                   | Red Bull Crashed Ice             | Adam Horst (fi)          | Arttu Pihlainen (fi)         | Scott Croxall (fi)       |
| 17 mars 2012         | Québec                | Red Bull Crashed Ice             | Arttu Pihlainen (fi) (6) | Kyle Croxall (en)            | Scott Croxall (fi)       |
| Championnat 2012     |                       |                                  | Kyle Croxall (en)        | Arttu Pihlainen (fi)         | Scott Croxall (fi)       |
| 1er décembre 2012    | Niagara Falls         | Red Bull Crashed Ice             | Kyle Croxall (en) (5)    | Cameron Naasz (fi)           | Kilian Braun (fi)        |
| 26 janvier 2013      | Saint Paul            | Red Bull Crashed Ice             | Kyle Croxall (en) (6)    | Scott Croxall (fi)           | Cameron Naasz (fi)       |
| 9 février 2013       | Landgraaf             | Red Bull Crashed Ice             | Derek Wedge (fi)         | Marco Dallago (fi)           | Bart van Roosmalen (fi)  |
| 2 mars 2013          | Lausanne              | Red Bull Crashed Ice             | Cameron Naasz (fi) (1)   | Kim Müller (fi)              | Scott Croxall (fi)       |
| 16 mars 2013         | Québec                | Red Bull Crashed Ice             | Arttu Pihlainen (fi) (7) | Scott Croxall (fi)           | Derek Wedge (fi)         |
| Championnat 2013     |                       |                                  | Derek Wedge (fi)         | Kyle Croxall (en)            | Cameron Naasz (fi)       |
| 9 février 2014       | Helsinki              | Red Bull Crashed Ice             | Marco Dallago (fi) (1)   | Fabian Mels (fi)             | Pacôme Schmitt (fi)      |
| 9 février 2014       | Saint Paul            | Red Bull Crashed Ice             | Marco Dallago (fi) (2)   | Scott Croxall (fi)           | Cameron Naasz (fi)       |
| 8 mars 2014          | Moscou                | Red Bull Crashed Ice             | Cameron Naasz (fi) (2)   | Marco Dallago (fi)           | Kim Müller (fi)          |
| 22 mars 2014         | Québec                | Red Bull Crashed Ice             | Marco Dallago (fi) (3)   | Scott Croxall (fi)           | Luca Dallago (fi)        |
| Championnat 2014     |                       |                                  | Marco Dallago (fi)       | Scott Croxall (fi)           | Cameron Naasz (fi)       |
| 18 janvier 2015      | Hastings              | Riders Cup                       | Cameron Naasz (fi) (1)   | Dean Moriarity (fi)          | Dylan Moriarity (fi)     |
| 24 janvier 2015      | Saint Paul            | Red Bull Crashed Ice             | Kyle Croxall (en) (7)    | Dean Moriarity (fi)          | Dan Witty (fi)           |
| 31 janvier 2015      | Wagrain-Kleinarl      | Riders Cup                       | Marco Dallago (fi) (2)   | Dean Moriarity (fi)          | Miikka Jouhkimainen (fi) |
| 7 février 2015       | Helsinki              | Red Bull Crashed Ice             | Scott Croxall (fi)       | Marco Dallago (fi)           | Cameron Naasz (fi)       |
| 14 février 2015      | Jyväskylä             | Riders Cup                       | Scott Croxall (fi) (1)   | Kyle Croxall (en)            | William Dutton (en)      |
| 21 février 2015      | Belfast               | Red Bull Crashed Ice             | Scott Croxall (fi) (2)   | Dylan Moriarity (fi)         | Dean Moriarity (fi)      |
| 7 mars 2015          | Sherbrooke            | Riders Cup                       | Dylan Moriarity (fi)     | Kyle Croxall (en)            | Scott Croxall (fi)       |
| 14 mars 2015         | Edmonton              | Red Bull Crashed Ice             | Cameron Naasz (fi) (3)   | Scott Croxall (fi)           | Tommy Mertz              |
| Championnat 2015     |                       |                                  | Scott Croxall (fi) (1)   | Cameron Naasz (fi)           | Dean Moriarity (fi)      |
| 27 novembre 2015     | Québec                | Red Bull Crashed Ice             | Cameron Naasz (fi) (4)   | Dean Moriarity (fi)          | Scott Croxall (fi)       |
| 19 décembre 2015     | Wagrain-Kleinarl      | Riders Cup                       | Luca Dallago (fi)        | Dylan Moriarity (fi)         | Tristan Dugerdil (fi)    |
| 8 janvier 2016       | Munich                | Red Bull Crashed Ice             | Cameron Naasz (fi) (5)   | Scott Croxall (fi)           | Kyle Croxall (en)        |
| 15 janvier 2016      | Avoriaz               | Riders Cup                       | Dean Moriarity (fi) (1)  | Cameron Naasz (fi)           | Tristan Dugerdil (fi)    |
| 23 janvier 2016      | Rautalampi            | Riders Cup                       | Scott Croxall (fi) (2)   | Shayne Renaud                | Matt Johnson             |
| 29 janvier 2016      | Jyväskylä             | Red Bull Crashed Ice             | Scott Croxall (fi) (3)   | Pacôme Schmitt (fi)          | John Fisher              |
| 4 février 2016       | Bathurst              | Riders Cup                       | Matt Johnson             | Dean Moriarity (fi)          | Scott Croxall (fi)       |
| 11 février 2016      | Sherbrooke            | Riders Cup                       | Dean Moriarity (fi) (2)  | Tristan Dugerdil (fi)        | Scott Croxall (fi)       |
| 19 février 2016      | Mont du Lac           | Riders Cup                       | Marco Dallago (fi) (2)   | Dan Witty (fi)               | Tyler Witty              |
| 26 février 2016      | Saint Paul            | Red Bull Crashed Ice             | Cameron Naasz (fi) (6)   | Scott Croxall (fi)           | Tristan Dugerdil (fi)    |
| Championnat 2016     |                       |                                  | Cameron Naasz (fi) (1)   | Scott Croxall (fi)           | Dean Moriarity (fi)      |
| 9 décembre 2016      | Wagrain-Kleinarl      | Riders Cup                       | Marco Dallago (fi) (3)   | Mark Taru                    | Tristan Dugerdil (fi)    |
| 14 janvier 2017      | Marseille,            | Red Bull Crashed Ice             | Cameron Naasz (fi) (7)   | Maxwell Dunne                | Scott Croxall (fi)       |
| 21 janvier 2017      | Jyväskylä             | Red Bull Crashed Ice             | Scott Croxall (fi) (4)   | Maxwell Dunne                | Cameron Naasz (fi)       |
| 28 janvier 2017      | Rautalampi            | Riders Cup                       | Jim De Paoli (fi)        | Maxwell Dunne                | Cameron Naasz (fi)       |
| 4 février 2017       | Moscou                | Riders Cup                       | German Titov             | Denis Novozhilov (ru)        | Dmitriy Murlichkin       |
| 4 février 2017       | Saint Paul            | Red Bull Crashed Ice             | Dean Moriarity (fi)      | Marco Dallago (fi)           | Cameron Naasz (fi)       |
| 18 février 2017      | La Sarre              | Riders Cup                       | Cameron Naasz (fi) (2)   | Tristan Dugerdil (fi)        | Kyle Croxall (en)        |
| 4 mars 2017          | Ottawa                | Red Bull Crashed Ice             | Cameron Naasz (fi) (8)   | Dean Moriarity (fi)          | Jim De Paoli (fi)        |
| Championnat 2017     |                       |                                  | Cameron Naasz (fi) (2)   | Scott Croxall (fi)           | Maxwell Dunne            |
| 16 décembre 2017     | Wagrain-Kleinarl      | Riders Cup                       | Cameron Naasz (fi) (3)   | Denis Novozhilov (ru)        | Kilian Braun (fi)        |
| 13 janvier 2018      | Crans-Montana         | Riders Cup                       | Derek Wedge (fi)         | Marco Dallago (fi)           | Jim De Paoli (fi)        |
| 20 janvier 2018      | Saint Paul            | Red Bull Crashed Ice             | Marco Dallago (fi) (4)   | Michael Iulianello           | Scott Croxall (fi)       |
| 27 janvier 2018      | Moscou                | Riders Cup                       | Patrik Merz              | Dimitriy Murlychkin          | Jack Schram              |
| 3 février 2018       | Jyväskylä             | Red Bull Crashed Ice             | Luca Dallago (fi) (1)    | Scott Croxall (fi)           | Kyle Croxall (en)        |
| 10 février 2018      | Saariselkä            | Riders Cup                       | Maxwell Dunne            | Scott Croxall (fi)           | Cameron Naasz (fi)       |
| 17 février 2018      | Marseille             | Red Bull Crashed Ice             | Cameron Naasz (fi) (9)   | Scott Croxall (fi)           | Maxwell Dunne            |
| 24 février 2018      | Minnesota             | Riders Cup                       | Scott Croxall (fi) (3)   | Cameron Naasz (fi)           | Michael Iulianello       |
| 3 mars 2018          | La Sarre              | Riders Cup                       | Kyle Croxall (en)        | Cameron Naasz (fi)           | Maxwell Dunne            |
| 10 mars 2018         | Edmonton              | Red Bull Crashed Ice             | Luca Dallago (fi) (2)    | Maxwell Dunne                | Kyle Croxall (en)        |
| Championnat 2018     |                       |                                  | Scott Croxall (fi) (2)   | Cameron Naasz (fi)           | Luca Dallago (fi)        |
| 8 décembre 2018      | Yokohama              | Red Bull Crashed Ice - ATSX 1000 | Cameron Naasz (fi) (10)  | Kyle Croxall (en)            | Maxwell Dunne            |
| 6 janvier 2019       | Judenburg             | Riders Cup - ATSX 250            | Luca Dallago (fi) (2)    | Kyle Croxall (en)            | German Titov             |
| 19 janvier 2019      | Rautalampi            | Riders Cup - ATSX 250            | Cameron Naasz (fi) (4)   | Mirko Lahti                  | Scott Croxall (fi)       |
| 26 janvier 2019      | Igora St.Petersburg   | ATSX 500                         | Michael Urban            | Scott Croxall (fi)           | Michael Iulianello       |
| 2 février 2019       | Jyväskylä             | Red Bull Crashed Ice - ATSX 1000 | Kyle Croxall (en) (8)    | Mirko Lahti                  | Luca Dallago (fi)        |
| 9 février 2019       | Boston                | Red Bull Crashed Ice - ATSX 1000 | Cameron Naasz (fi) (11)  | Luca Dallago (fi)            | Scott Croxall (fi)       |
| 16 février 2019      | Uktus Ekaterinburg    | Riders Cup - ATSX 250            | Denis Novozhilov (ru)    | Dmitriy Murlychkin           | Miika Miettinen          |
| 16 février 2019      | Mont du Lac           | ATSX 500                         | Cameron Naasz (fi) (1)   | Kyle Croxall (en)            | Marco Dallago (fi)       |
| 2 mars 2019          | La Sarre              | ATSX 500                         | Cameron Naasz (fi) (2)   | Mirko Lahti                  | Michael Iulianello       |
| Championnat 2019     |                       |                                  | Cameron Naasz (fi) (3)   | Kyle Croxall (en)            | Mirko Lahti              |
| 28 décembre 2019     | Judenburg             | ATSX500                          | Marco Dallago (fi) (1)   | Luca Dallago (fi)            | Michael Urban            |
| 11 janvier 2020      | Pra-Loup              | ATSX500                          | Cameron Naasz (fi) (3)   | Luca Dallago (fi)            | Kilian Braun (fi)        |
| 18 janvier 2020      | Mont du Lac           | ATSX500                          | Kyle Croxall (en) (1)    | Cameron Naasz (fi)           | Dmitriy Murlychkin       |
| 1er février 2020     | Percé                 | ATSX250                          | Cameron Naasz (fi) (5)   | Michael Iulianello           | Kyle Croxall (en)        |
| 8 février 2020       | Rautalampi            | ATSX500                          | Marco Dallago (fi) (2)   | Kyle Croxall (en)            | Robin Worling            |
| 15 février 2020      | Yokohama              | ATSX1000                         | Cameron Naasz (fi) (12)  | Kyle Croxall (en)            | Steven Cox               |
| 22 février 2020      | Massif de Charlevoix  | ATSX500                          | Kyle Croxall (en) (2)    | Marco Dallago (fi)           | John Fisher              |
| 7 mars 2020          | Igora St.Petersburg   | ATSX500                          | Luca Dallago (fi)        | Jim De Paoli (fi)            | Leevi Nakari             |
| Championnat 2020     |                       |                                  | Cameron Naasz (fi) (4)   | Kyle Croxall (en)            | Luca Dallago (fi)        |

##### Junior
| Juniors (depuis 2017) |                      |                                  |                              |                          |                        |
| Date                  | Lieu                 | Épreuve                          | Vainqueur                    | Deuxième                 | Troisième              |
| 14 janvier 2017       | Marseille            | Red Bull Crashed Ice             | Joni Saarinen (1)            | Martin Barrau            | Václav Kosnar          |
| 21 janvier 2017       | Jyväskylä            | Red Bull Crashed Ice             | Mirko Lahti (1)              | Jesse Saurén             | Joni Saarinen          |
| 4 février 2017        | Saint Paul           | Red Bull Crashed Ice             | Mirko Lahti (2)              | Samuel Nadeau            | Martin Barrau          |
| 4 mars 2017           | Ottawa               | Red Bull Crashed Ice'            | Mirko Lahti (3)              | Samuel Nadeau            | Joni Saarinen          |
| Championnat 2017      |                      |                                  | Mirko Lahti (1)              | Joni Saarinen            | Martin Barrau          |
| 20 janvier 2018       | Saint Paul           | Red Bull Crashed Ice             | Mirko Lahti (4)              | Johanny Velasquez        | Joni Saarinen          |
| 3 février 2018        | Jyväskylä            | Red Bull Crashed Ice             | Mirko Lahti (5)              | Jesse Sauren             | Lukasz Korzestanski    |
| 17 février 2018       | Marseille            | Red Bull Crashed Ice             | Mirko Lahti (6)              | Johanny Velasquez        | Dmitriy Murlychkin     |
| 10 mars 2018          | Edmonton             | Red Bull Crashed Ice             | Mirko Lahti (7)              | Lukasz Korzestanski      | Joni Saarinen          |
| Championnat 2018      |                      |                                  | Mirko Lahti (2)              | Johanny Velasquez        | Lukasz Korzestanski    |
| 8 décembre 2018       | Yokohama             | Red Bull Crashed Ice - ATSX 1000 | Johanny Velasquez (1)        | Théo Richalet-Chaudeur   | Léo Kelekis            |
| 26 janvier 2019       | Igora St.Petersburg  | ATSX 500                         | Johanny Velasquez (1)        | Leevi Nakari             | Linus Ollikainen       |
| 2 février 2019        | Jyväskylä            | Red Bull Crashed Ice - ATSX 1000 | Joni Saarinen (2)            | Leevi Nakari             | Théo Richalet-Chaudeur |
| 9 février 2019        | Boston               | Red Bull Crashed Ice - ATSX 1000 | Johanny Velasquez (2)        | Martin Barrau            | Toma Yamauchi          |
| 16 février 2019       | Mont du Lac          | ATSX 500                         | Toma Yamauchi                | Derek Abrahamson         | Justin Hubbel          |
| 2 mars 2019           | La Sarre             | ATSX 500                         | Derek Abrahamson             | Joni Saarinen            | Mike Tremblay          |
| Championnat 2019      |                      |                                  | Johanny Velasquez            | Joni Saarinen            | Martin Barrau          |
| 28 décembre 2019      | Judenburg            | ATSX500                          | Egor Tutarikov               | Arthur Richalet-Chaudeur | Théo Richalet-Chaudeur |
| 11 janvier 2020       | Pra-Loup             | ATSX500                          | Arthur Richalet-Chaudeur (1) | Leevi Nakari             | Théo Richalet-Chaudeur |
| 18 janvier 2020       | Mont du Lac          | ATSX500                          | Johanny Velasquez (2)        | Andrew Worling           | Egor Tutarikov         |
| 1er février 2020      | Percé                | ATSX250                          | Mike Tremblay                | Andrew Worling           | Damien Gouze           |
| 8 février 2020        | Rautalampi           | ATSX500                          | Leevi Nakari                 | Johanny Velasquez        | Linus Ollikainen       |
| 15 février 2020       | Yokohama             | ATSX1000                         | Leevi Nakari                 | Arthur Richalet-Chaudeur | Egor Tutarikov         |
| 22 février 2020       | Massif de Charlevoix | ATSX500                          | Johanny Velasquez (3)        | Leevi Nakari             | Mikael Legare          |
| 7 mars 2020           | Igora St.Petersburg  | ATSX500                          | Arthur Richalet-Chaudeur (2) | Egor Tutarikov           | Linus Ollikainen       |
| Championnat 2020      |                      |                                  | Leevi Nakari                 | Arthur Richalet-Chaudeur | Egor Tutarikov         |

##### Par équipe
| Équipes (2012-2016) |               |                      | | |                                                                                             |
| Date                | Lieu          | Épreuve              | Vainqueur                                                                                             | Deuxième                                                                                              | Troisième                                                                                   |
| 1er décembre 2012   | Niagara Falls | Red Bull Crashed Ice | Swatch Proteam (1) Jim De Paoli (fi), Kilian Braun (fi), Kim Müller (fi))                             | International Gladiators Kyle Croxall (en), Fabian Mels (fi), Coleton Haywood (fi)                    | Mountain Rockers Reto Maeder, Martin Niefnecker (fi), Derek Wedge (fi))                     |
| 26 janvier 2013     | Saint Paul    | Red Bull Crashed Ice | Living The Dream (1) Scott Croxall (fi), Adam Horst (fi), Travis Nagata                               | Team Ottawa Daniel Guolla, Ghislain Hotte, Adam Skube                                                 | International Gladiators Kyle Croxall (en), Fabian Mels (fi), Coleton Haywood (fi)          |
| 2 mars 2013         | Lausanne      | Red Bull Crashed Ice | International Gladiators Kyle Croxall (en), Fabian Mels (fi), Coleton Haywood (fi))                   | Swatch ProTeam Jim De Paoli (fi), Kilian Braun (fi), Kim Müller (fi)                                  | Living The Dream Scott Croxall (fi), Adam Horst (fi), Travis Nagata                         |
| 16 mars 2013        | Québec        | Red Bull Crashed Ice | Swatch ProTeam (2) Jim De Paoli (fi), Kilian Braun (fi), Kim Müller (fi)                              | Team Finland Miikka Jouhkimainen (fi), Lari Joutsenlahti (fi), Paavo Klintrup (fi)                    | Living The Dream Scott Croxall (fi), Adam Horst (fi), Travis Nagata                         |
| Championnat 2013    |               |                      | Swatch ProTeam Jim De Paoli (fi), Kilian Braun (fi), Kim Müller (fi)                                  | Internationals Gladiators Kyle Croxall (en), Fabian Mels (fi), Coleton Haywood (fi)                   | Living The Dream Scott Croxall (fi), Adam Horst (fi), Travis Nagata                         |
| 1er février 2014    | Helsinki      | Red Bull Crashed Ice | Living the Dream (2) Scott Croxall (fi), Adam Horst (fi), Kyle Croxall (en)                           | Couch Garden Crew Marco Dallago (fi), Luca Dallago (fi), John Fischer, Andreas Wirnstl                | Prestige Worldwide Reed Whiting (fi), Tristan Dugerdil (fi), Pacôme Schmitt (fi)            |
| 22 février 2014     | Saint Paul    | Red Bull Crashed Ice | Couch Garden Crew (1) John Fischer, Andreas Wirnstl, Marco Dallago (fi), Luca Dallago (fi)            | Living the Dream Scott Croxall (fi), Kyle Croxall (en), Adam Horst (fi)                               | Prestige Worldwide Reed Whiting (fi), Tristan Dugerdil (fi), Pacôme Schmitt (fi), Mark Taru |
| 8 mars 2014         | Moscou        | Red Bull Crashed Ice | Crazy Canucks Adam Skube, Dean Moriarity (fi), Daniel Guolla, Tyler Witty                             | Swatch Proteam Kilian Braun (fi), Kim Müller (fi), Jim De Paoli (fi), Derek Wedge (fi)                | Team Murica Tigh Isaac, Adam Green (fi), Cameron Naasz (fi), Andrew Bergeson                |
| 22 mars 2014        | Québec        | Red Bull Crashed Ice | Couch Garden Crew (2) Marco Dallago (fi), Luca Dallago (fi), John Fischer, Andreas Wirnstl            | Living the Dream Scott Croxall (fi), Kyle Croxall (en), Adam Horst (fi), Daniel Bergeson              | Team Finland Miikka Jouhkimainen (fi), Paavo Klintrup (fi), Matias Schantz                  |
| Championnat 2014    |               |                      | Couch Garden Crew Marco Dallago (fi), Luca Dallago (fi), John Fisher, Andreas Wirnstl                 | Living The Dream Kyle Croxall (en), Scott Croxall (fi), Adam Horst (fi)                               | Crazy Canucks Daniel Guolla, Adam Skube, Dean Moriarity (fi), Tyler Witty                   |
| 24 janvier 2015     | Saint Paul    | Red Bull Crashed Ice | Prestige Worldwide Reed Whiting (fi), Tristan Dugerdil (fi), Pacôme Schmitt (fi), Dean Moriarity (fi) | Ice Crew Fabian Mels (fi), Andrei Lavrov (fi), Mark Taru, Coleton Haywood (fi)                        | Team Finland Miikka Jouhkimainen (fi), Paavo Klintrup (fi), Toni Heikkilä (fi)              |
| 21 février 2015     | Belfast       | Red Bull Crashed Ice | Living the Dream (3) Kyle Croxall (en), Scott Croxall (fi), Adam Horst (fi), Cameron Naasz (fi)       | Prestige Worldwide Reed Whiting (fi), Tristan Dugerdil (fi), Dean Moriarity (fi), Pacôme Schmitt (fi) | Couch Garden Crew Luca Dallago (fi), Andreas Wirnstl, John Fischer, Marco Dallago (fi)      |
| 13 mars 2015        | Edmonton      | Red Bull Crashed Ice | Living the Dream (4) Kyle Croxall (en), Scott Croxall (fi), Adam Horst (fi), Cameron Naasz (fi)       | Hill Bombers Dylan Moriarity (fi), Tyler Witty, Dan Witty (fi), Daniel Guolla                         | The Bergy Bunch Michael Iulianello, Daniel Bergeson, Tommy Mertz, Matt Johnson              |
| Championnat 2015    |               |                      | Living The Dream (1) Kyle Croxall (en), Scott Croxall (fi), Adam Horst (fi), Cameron Naasz (fi)       | Prestige Worldwide Reed Whiting (fi), Tristan Dugerdil (fi), Pacôme Schmitt (fi), Dean Moriarity (fi) | Team Finland Miikka Jouhkimainen (fi), Paavo Klintrup (fi), Toni Heikkilä (fi)              |
| 27 novembre 2015    | Québec        | Red Bull Crashed Ice | Living the Dream (5) Scott Croxall (fi), Adam Horst (fi), Cameron Naasz (fi)                          | Team Unrl Matt Johnson, Daniel Bergeson, Tommy Mertz, ◊ Maxwell Dunne                                 | Steal 17 Reed Whiting (fi), Daniel Guolla, Dean Moriarity (fi), Dylan Moriarity (fi)        |
| 8 janvier 2016      | Munich        | Red Bull Crashed Ice | Team Unrl Tommy Mertz, Daniel Bergeson, Maxwell Dunne                                                 | Ice Crew Fabian Mels (fi), Jim De Paoli (fi), Coleton Haywood (fi)                                    | Living the Dream Cameron Naasz (fi), Scott Croxall (fi), Kyle Croxall (en)                  |
| 29 janvier 2016     | Jyväskylä     | Red Bull Crashed Ice | Living the Dream (6) Cameron Naasz (fi), Scott Croxall (fi), Kyle Croxall (en)                        | Team Finland Miikka Jouhkimainen (fi), Paavo Klintrup (fi), Toni Heikkilä (fi)), Markus Juola         | Couch Garden Crew Marco Dallago (fi), Luca Dallago (fi), John Fisher, Andreas Wirstl        |
| 26 février 2016     | Saint Paul    | Red Bull Crashed Ice | Living the Dream (7) Scott Croxall (fi), Adam Horst (fi), Cameron Naasz (fi), Kyle Croxall (en)       | Team Unrl Maxwell Dunne, Matt Johnson, Tommy Mertz, Daniel Bergeson                                   | Couch Garden Crew Luca Dallago (fi), Marco Dallago (fi), John Fisher, Andreas Wirstl        |
| Championnat 2016    |               |                      | Living The Dream (2) Scott Croxall (fi), Adam Horst (fi), Cameron Naasz (fi), Kyle Croxall (en)       | Team Unrl Matt Johnson, Tommy Mertz, Maxwell Dunne, Daniel Bergeson                                   | Couch Garden Crew Marco Dallago (fi), Luca Dallago (fi), John Fisher, Andreas Wirstl        |

### Femmes

#### Avant les championnats du monde
| Femmes (2009-2015) |               |                      |                           |                        |                        |
| Date               | Lieu          | Épreuve              | Vainqueur                 | Deuxième               | Troisième              |
| 24 janvier 2009    | Québec        | Red Bull Crashed Ice | Kerri Anne Wallace        | Jennifer Hartley       | Marquise Brisebois     |
| 7 février 2009     | Prague        | Red Bull Crashed Ice | Jitka Nedbalová           | Lucie Hromirova        | Karolina Koskova       |
| 20 mars 2010       | Québec        | Red Bull Crashed Ice | Kerri Muir                | Megan Vermillon        | Ryan Kailee            |
| 19 mars 2011       | Québec        | Red Bull Crashed Ice | Salla Kyhälä (1)          | Kerri Muir             | Marquise Brisebois     |
| 17 mars 2012       | Québec        | Red Bull Crashed Ice | Fannie Desforges (en) (1) | Salla Kyhälä           | Marquise Brisebois     |
| 1er décembre 2012  | Niagara Falls | Red Bull Crashed Ice | Fannie Desforges (en) (2) | Danielle Bergen        | Jacqueline Legere (en) |
| 16 mars 2013       | Québec        | Red Bull Crashed Ice | Dominique Thibault        | Salla Kyhälä           | Fannie Desforges (en)  |
| 22 mars 2014       | Québec        | Red Bull Crashed Ice | Salla Kyhälä (2)          | Jacqueline Legere (en) | Alicia Blomberg (en)   |
| 18 janvier 2015    | Afton Alps    | Riders Cup           | Tamara Kajah (1)          | Myriam Trepanier (en)  | Michaela Michaelson    |
| 24 janvier 2015    | Saint Paul    | Red Bull Crashed Ice | Salla Kyhälä (3)          | Jacqueline Legere (en) | Tamara Kajah           |
| 14 mars 2015       | Edmonton      | Red Bull Crashed Ice | Salla Kyhälä (4)          | Elaine Topolnisky      | Tamara Kajah           |

#### Aux championnats du monde
| Femmes (depuis 2015) |                      |                                  |                            |                        |                        |
| Date                 | Lieu                 | Épreuve                          | Vainqueur                  | Deuxième               | Troisième              |
| 27 novembre 2015     | Québec               | Red Bull Crashed Ice             | Myriam Trepanier (en) (1)  | Maxie Plante           | Elaine Topolnisky      |
| 19 décembre 2015     | Wagrain-Kleinarl     | Riders Cup                       | Michelle Noë               | Veronika Windisch      | Sandrine Rangeon       |
| 8 janvier 2016       | Munich               | Red Bull Crashed Ice             | Jacqueline Legere (en) (1) | Myriam Trepanier (en)  | Sydney O'Keefe         |
| 15 janvier 2016      | Avoriaz              | Riders Cup                       | Jacqueline Legere (en) (1) | Tamara Kajah           | Elaine Topolnisky      |
| 23 janvier 2016      | Rautalampi           | Riders Cup                       | Tamara Kajah (2)           | Jacqueline Legere (en) | Susanna Tapani         |
| 29 janvier 2016      | Jyväskylä            | Red Bull Crashed Ice             | Alexis Jackson             | Jacqueline Legere (en) | Elaine Topolnisky      |
| 4 février 2016       | Bathurst             | Riders Cup                       | Jacqueline Legere (en) (2) | Alexis Jackson         | Jeanne Chouinard       |
| 11 février 2016      | Sherbrooke           | Riders Cup                       | Elaine Topolnisky          | Alexis Jackson         | Jeanne Chouinard       |
| 19 février 2016      | Mont du Lac          | Riders Cup                       | Myriam Trepanier (en) (1)  | Elaine Topolnisky      | Jacqueline Legere (en) |
| 26 février 2016      | Saint Paul           | Red Bull Crashed Ice             | Jacqueline Legere (en) (2) | Alexis Jackson         | Tamara Kajah           |
| Championnat 2016     |                      |                                  | Jacqueline Legere (en) (1) | Myriam Trepanier (en)  | Alexis Jackson         |
| 9 décembre 2016      | Wagrain-Kleinarl     | Riders Cup                       | Veronika Windisch (1)      | Michelle Noë           | Anaïs Morand (en)      |
| 14 janvier 2017      | Marseille            | Red Bull Crashed Ice             | Jacqueline Legere (en) (3) | Amanda Trunzo (en)     | Sydney O'Keefe         |
| 21 janvier 2017      | Jyväskylä            | Red Bull Crashed Ice             | Amanda Trunzo (en) (1)     | Camilla Ojapalo        | Sandrine Rangeon       |
| 28 janvier 2017      | Rautalampi           | Riders Cup                       | Sandrine Rangeon           | Camilla Ojapalo        | Katrina Büsch          |
| 4 février 2017       | Saint Paul           | Red Bull Crashed Ice             | Myriam Trepanier (en) (2)  | Sadie Lundquist        | Tamara Kajah           |
| 18 février 2017      | La Sarre             | Riders Cup                       | Jeanne Chouinard           | Elaine Topolnisky      | Alicia Blomberg (en)   |
| 4 mars 2017          | Ottawa               | Red Bull Crashed Ice             | Jacqueline Legere (en) (4) | Maxie Plante           | Elaine Topolnisky      |
| Championnat 2017     |                      |                                  | Jacqueline Legere (en) (2) | Amanda Trunzo (en)     | Myriam Trepanier (en)  |
| 16 décembre 2017     | Wagrain-Kleinarl     | Riders Cup                       | Veronika Windisch (2)      | Anaïs Morand (en)      | Alice Zenz             |
| 13 janvier 2018      | Crans-Montana        | Riders Cup                       | Anaïs Morand (en) (1)      | Veronika Windisch      | Sandrine Rangeon       |
| 20 janvier 2018      | Saint Paul           | Red Bull Crashed Ice             | Amanda Trunzo (en) (2)     | Jacqueline Legere (en) | Veronika Windisch      |
| 27 janvier 2018      | Moscou               | Riders Cup                       | Elana Ivanova              | Virginie Schneider     | Victoria Senotrusova   |
| 3 février 2018       | Jyväskylä            | Red Bull Crashed Ice             | Amanda Trunzo (en) (3)     | Myriam Trepanier (en)  | Tamara Kajah           |
| 10 février 2018      | Saariselkä           | Riders Cup                       | Maxie Plante               | Jacqueline Legere (en) | Marjut Klemola         |
| 17 février 2018      | Marseille            | Red Bull Crashed Ice             | Jacqueline Legere (en) (5) | Amanda Trunzo (en)     | Anaïs Morand (en)      |
| 24 février 2018      | Minnesota            | Riders Cup                       | Myriam Trepanier (en) (2)  | Amanda Trunzo (en)     | Tamara Meuwissen       |
| 3 mars 2018          | La Sarre             | Riders Cup                       | Anaïs Morand (en) (2)      | Myriam Trepanier (en)  | Alicia Blomberg (en)   |
| 10 mars 2018         | Edmonton             | Red Bull Crashed Ice             | Amanda Trunzo (en) (4)     | Elaine Topolnisky      | Sandrine Rangeon       |
| Championnat 2018     |                      |                                  | Amanda Trunzo (en) (1)     | Jacqueline Legere (en) | Myriam Trepanier (en)  |
| 8 décembre 2018      | Yokohama             | Red Bull Crashed Ice - ATSX 1000 | Amanda Trunzo (en) (5)     | Jacqueline Legere (en) | Myriam Trepanier (en)  |
| 6 janvier 2019       | Judenburg            | Riders Cup - ATSX 250            | Amanda Trunzo (en)         | Myriam Trepanier (en)  | Veronika Windisch      |
| 19 janvier 2019      | Rautalampi           | Riders Cup - ATSX 250            | Jacqueline Legere (en) (3) | Tamara Kajah           | Miisa Klemola          |
| 26 janvier 2019      | Igora St.Petersburg  | ATSX 500                         | Jacqueline Legere (en) (1) | Anaïs Morand (en)      | Malgorzata Synowiec    |
| 2 février 2019       | Jyväskylä            | Red Bull Crashed Ice - ATSX 1000 | Amanda Trunzo (en) (6)     | Anaïs Morand (en)      | Myriam Trepanier (en)  |
| 9 février 2019       | Boston               | Red Bull Crashed Ice - ATSX 1000 | Amanda Trunzo (en) (7)     | Myriam Trepanier (en)  | Tamara Meuwissen       |
| 16 février 2019      | Uktus Ekaterinburg   | Riders Cup - ATSX 250            | Victoria Senotrusova       | Tatyana Leushina       | Anzhela Miller         |
| 16 février 2019      | Mont du Lac          | ATSX 500                         | Amanda Trunzo (en) (1)     | Myriam Trepanier (en)  | Anaïs Morand (en)      |
| 2 mars 2019          | La Sarre             | ATSX 500                         | Anaïs Morand (en) (1)      | Jacqueline Legere (en) | Amanda Trunzo (en)     |
| Championnat 2019     |                      |                                  | Amanda Trunzo (en) (2)     | Jacqueline Legere (en) | Anaïs Morand (en)      |
| 28 décembre 2019     | Judenburg            | ATSX500                          | Anaïs Morand (en) (2)      | Amanda Trunzo (en)     | Veronika Windisch      |
| 11 janvier 2020      | Pra-Loup             | ATSX500                          | Jacqueline Legere (en) (2) | Amanda Trunzo (en)     | Anaïs Morand (en)      |
| 18 janvier 2020      | Mont du Lac          | ATSX500                          | Amanda Trunzo (en) (2)     | Myriam Trepanier (en)  | Tamara Meuwissen       |
| 1er février 2020     | Percé                | ATSX250                          | Jacqueline Legere (en) (4) | Myriam Trepanier (en)  | Maxie Plante           |
| 8 février 2020       | Rautalampi           | ATSX500                          | Jacqueline Legere (en) (3) | Anaïs Morand (en)      | Veronika Windisch      |
| 15 février 2020      | Yokohama             | ATSX1000                         | Maxie Plante               | Jacqueline Legere (en) | Amanda Trunzo (en)     |
| 22 février 2020      | Massif de Charlevoix | ATSX500                          | Amanda Trunzo (en) (3)     | Maxie Plante           | Jacqueline Legere (en) |
| 7 mars 2020          | Igora St.Petersburg  | ATSX500                          | Anaïs Morand (en) (3)      | Justine Zonne          | Victoria Senotrusova   |
| Championnat 2020     |                      |                                  | Jacqueline Legere (en) (3) | Amanda Trunzo (en)     | Anaïs Morand (en)      |

## Galerie

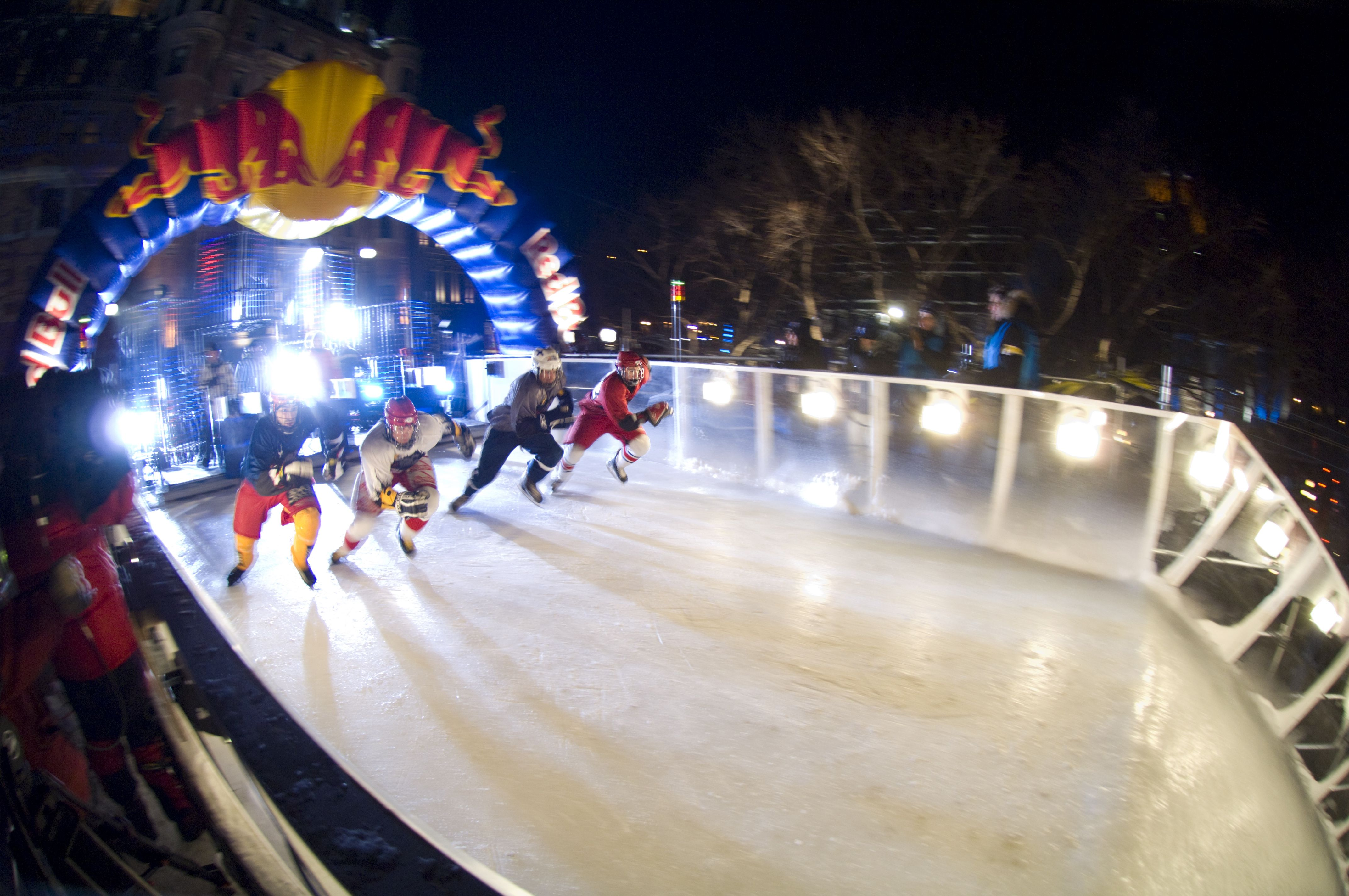
Départ d'une course
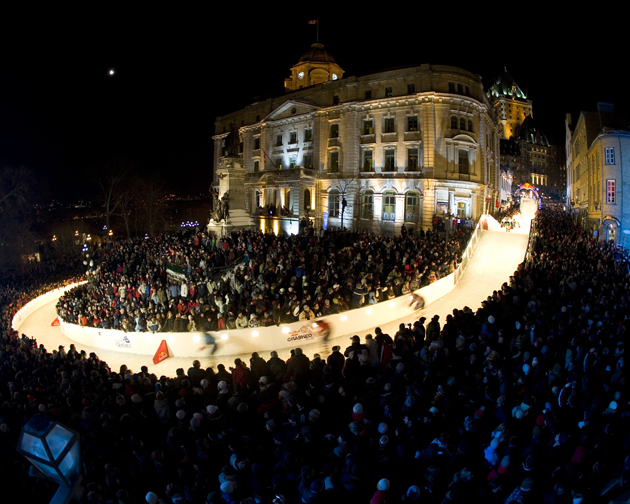
La descente de la Côte de la Montagne, à Québec
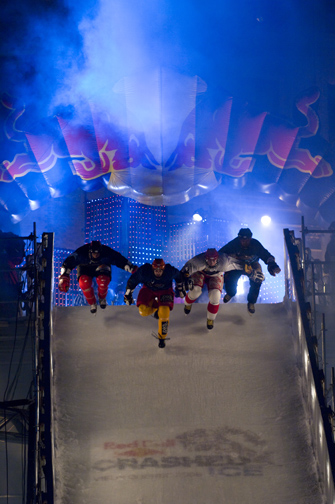
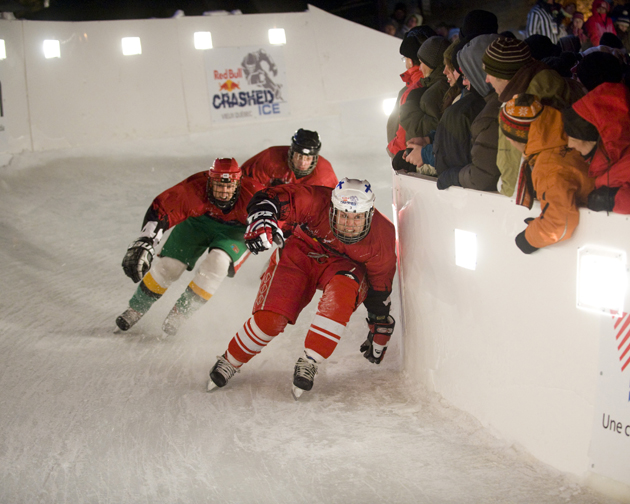
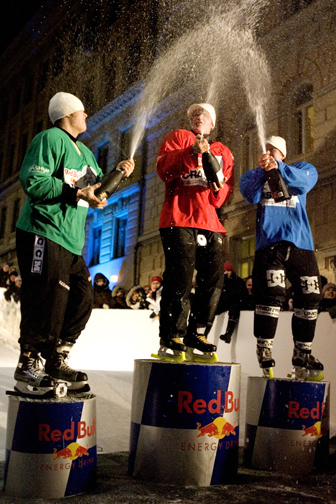
Podium du championnat de Helsinki
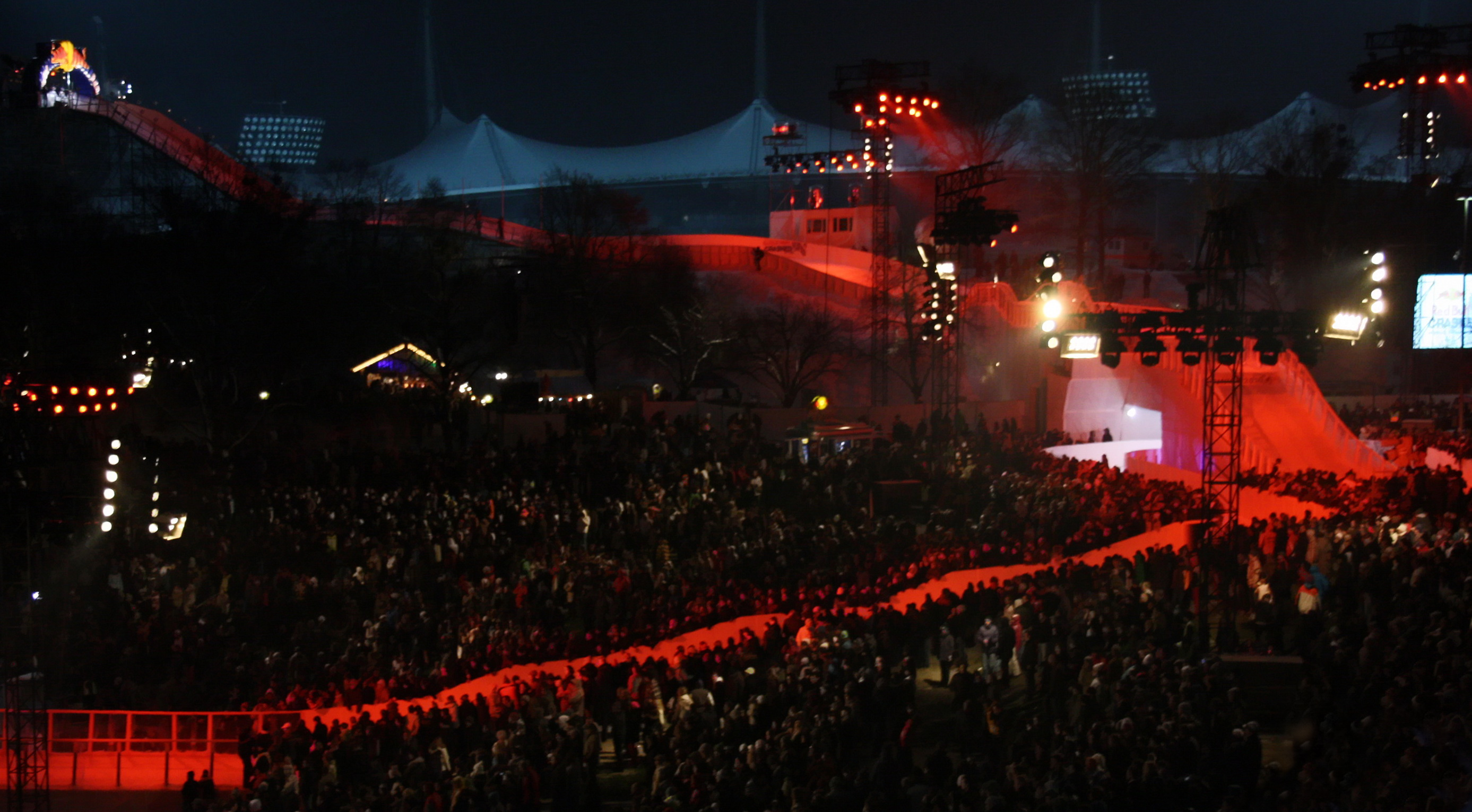
Parcours du championnat de Munich, en 2010
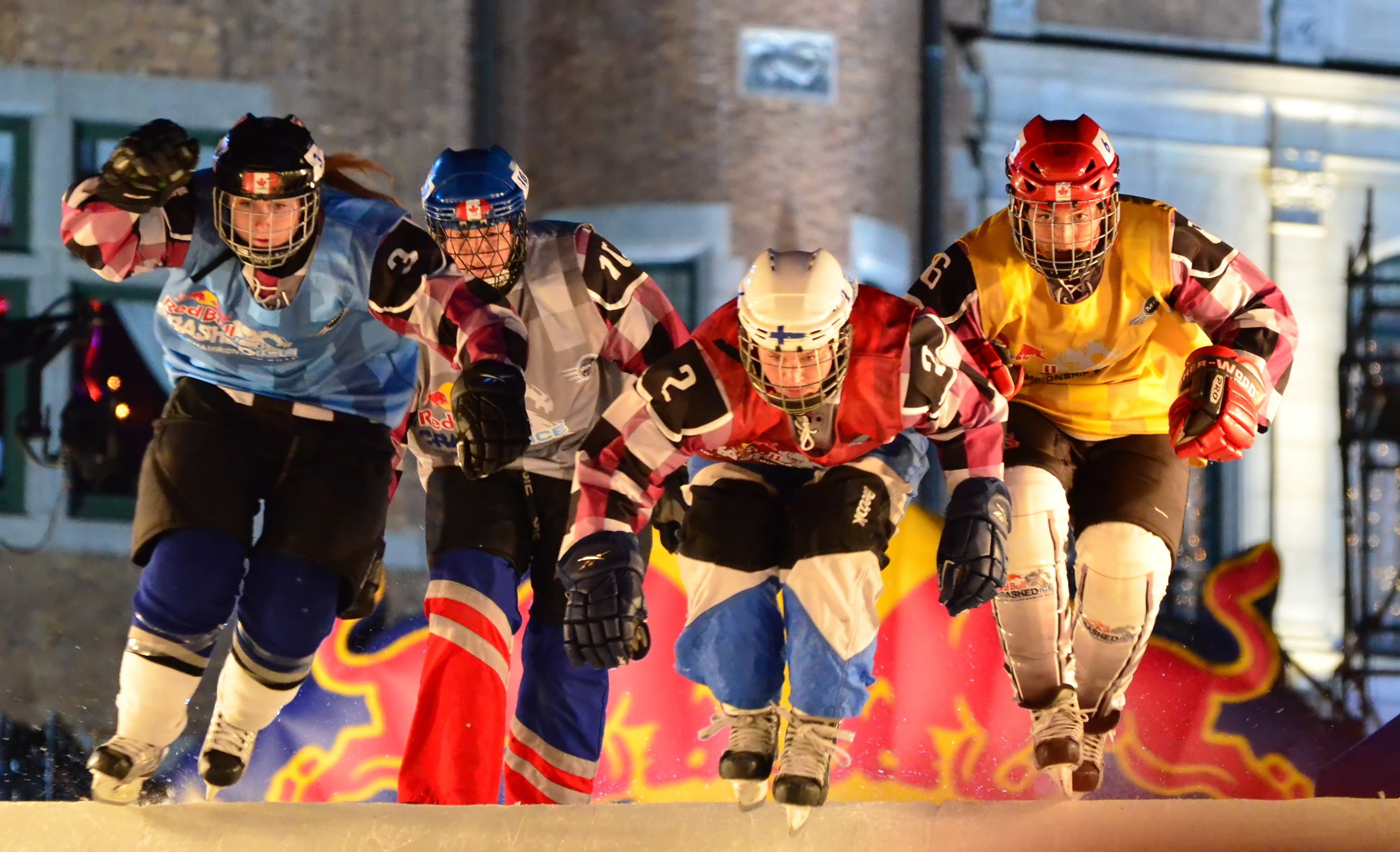
Les participantes lors d'une descente à l'édition 2011 à Québec